# STS-114
STS-114, voluit Space Transportation System-114, was de eerste shuttlemissie na het ongeluk met de Columbia op 1 februari 2003. Oorspronkelijk voorzien voor maart 2003, vond de lancering van de Discovery pas 29 maanden na dit ongeluk plaats om 10:39 AM EDT (14:39 UTC) op 26 juli 2005. Deze lancering was oorspronkelijk gepland op 13 juli, maar werd toen afgebroken wegens anomalieën van de brandstofsensor in de externe tank. Hoewel de oorzaak van dit probleem niet werd gevonden, deed het zich bij de feitelijke lancering op 26 juli niet meer voor.
De missie was voltooid op 9 augustus 2005. Het landen was oorspronkelijk gepland op 8 augustus, maar wegens het slechte weer op Kennedy Space Center in Florida werd pas de volgende dag om 8:11 AM EDT(12:11 UTC) geland op Edwards Air Force Base in Californië, een alternatieve landingsplaats.
Het probleem dat tot de vernietiging van de Columbia leidde deed zich tijdens de lancering van de Discovery opnieuw voor: een stuk isoleerschuim kwam bij de lancering los van de externe tank. Als gevolg hiervan besliste de NASA op 27 juli toekomstige missies uit te stellen, in afwachting van aanpassingen aan de vluchthardware. Pas op 4 juli 2006 hervatte de NASA de shuttlemissies met het STS-121.

## Bemanning
- Eileen M. Collins (4) - Commandant
- James Kelly (2) - Piloot
- Soichi Noguchi (1) - Missiespecialist - JAXA
- Stephen Robinson (3) - Missiespecialist
- Andy Thomas (4) - Missiespecialist
- Wendy Lawrence (4) - Missiespecialist
- Charlie Camarda (1) - Missiespecialist

Tussen haakjes staat het aantal vluchten waaraan de astronaut deel heeft genomen tot en met deze missie. Eventuele latere missies zijn dus niet inbegrepen.

## Vóór rampvluchtSTS-107
Als de ramp met de Columbia nooit had plaatsgevonden en de missie volgens de oorspronkelijke planning in maart 2003 gevlogen zou zijn, zou de bemanning van Expeditie 7 gelanceerd zijn naar het ISS. Bij de landing zou Expeditie 6 teruggekomen zijn naar huis.
De oorspronkelijke bemanning bestond uit:
- Eileen M. Collins - Commandant
- James M. Kelly - Piloot
- Soichi Noguchi - Missiespecialist - JAXA
- Stephen K. Robinson - Missiespecialist

Hierbij zou de volgende bemanning van Expeditie 7 gelanceerd worden:
- Joeri Malentsjenko - ISS-commandant  Rusland
- Edward Lu - ISS-vluchtingenieur  Verenigde Staten
- Aleksandr Kaleri - ISS-vluchtingenieur  Rusland

Bij de landing zouden de bemanningsleden van Expeditie 6 terug naar de aarde zijn gekomen:
- Kenneth Bowersox - ISS-commandant  Verenigde Staten
- Nikolaj Boedarin - ISS-vluchtingenieur  Rusland
- Don Pettit - ISS-vluchtingenieur  Verenigde Staten

Expeditie 6 is teruggekeerd naar de aarde met de veel kleinere Russische Sojoez, terwijl Expeditie 7 met alleen Malenchenko en Lu gelanceerd werd, ook met de Sojoez. Kaleri werd hierdoor een aantal maanden later gelanceerd ten behoeve van Expeditie 8.

## De hoogtepunten van de missie
STS-114 stond onder het motto Return to Flight en markeerde zo de terugkeer van de spaceshuttle na de ramp met Columbia. Het was de tweede shuttlemissie met een vrouwelijke bevelhebber Eileen Collins (die ook bevelhebber was op missie STS-93). Missie STS-114 zou oorspronkelijk met de Atlantis worden gevlogen, maar NASA verving het door de Discovery nadat bij Atlantis een incorrect geïnstalleerd remsysteem werd gevonden. Zeventien jaar eerder had de Discovery STS-26 ook al eens het spaceshuttleprogramma opnieuw op gang gebracht, nadat de Challenger verongelukte op 28 januari 1986.
De STS-114 missie leverde onderdelen aan het International Space Station. Nochtans lag de nadruk van de missie op het testen en evalueren van nieuwe technieken om de vluchtveiligheid van de shuttle te bevorderen, wat nieuwe inspectie- en reparatietechnieken omvatte. De bemanningsleden gebruikten het nieuwe Orbiter Boom Sensor System (OBSS) - een reeks instrumenten op een 50-voet (15 m) robotarm aangehecht aan het Remote Manipulator System. Het OBSS instrumentenpakket bevat uitrusting voor het maken van visuele beelden en een Laser Dynamic Range Imager (LDRI) om problemen met het hitteschild van de shuttle te ontdekken. De bemanning scande de vleugels, de neus en het bemanningscompartiment af op schade, evenals andere potentiële probleemgebieden die de ingenieurs wensten te inspecteren op basis van de videobeelden die tijdens de lancering werden genomen.
STS-114 is de eerste logistieke vlucht en daarom Logistics Flight 1 (LF-1). Naar deze vlucht wordt ook gerefereerd als OV-103 of Orbiter Vehicle-103. De shuttle leverde voorraden en materiaal aan het station en tijdens een ruimtewandeling verving de bemanning een van de gyroscopen die de bewegingen van het ruimteschip controleren. STS-114 vervoerde ook de Raffaelo Multi-Purpose Logistics Module (MPLM), door het Italiaanse ruimtebureau gebouwd, en installeerde het Extern Platform-2 werkplatform.

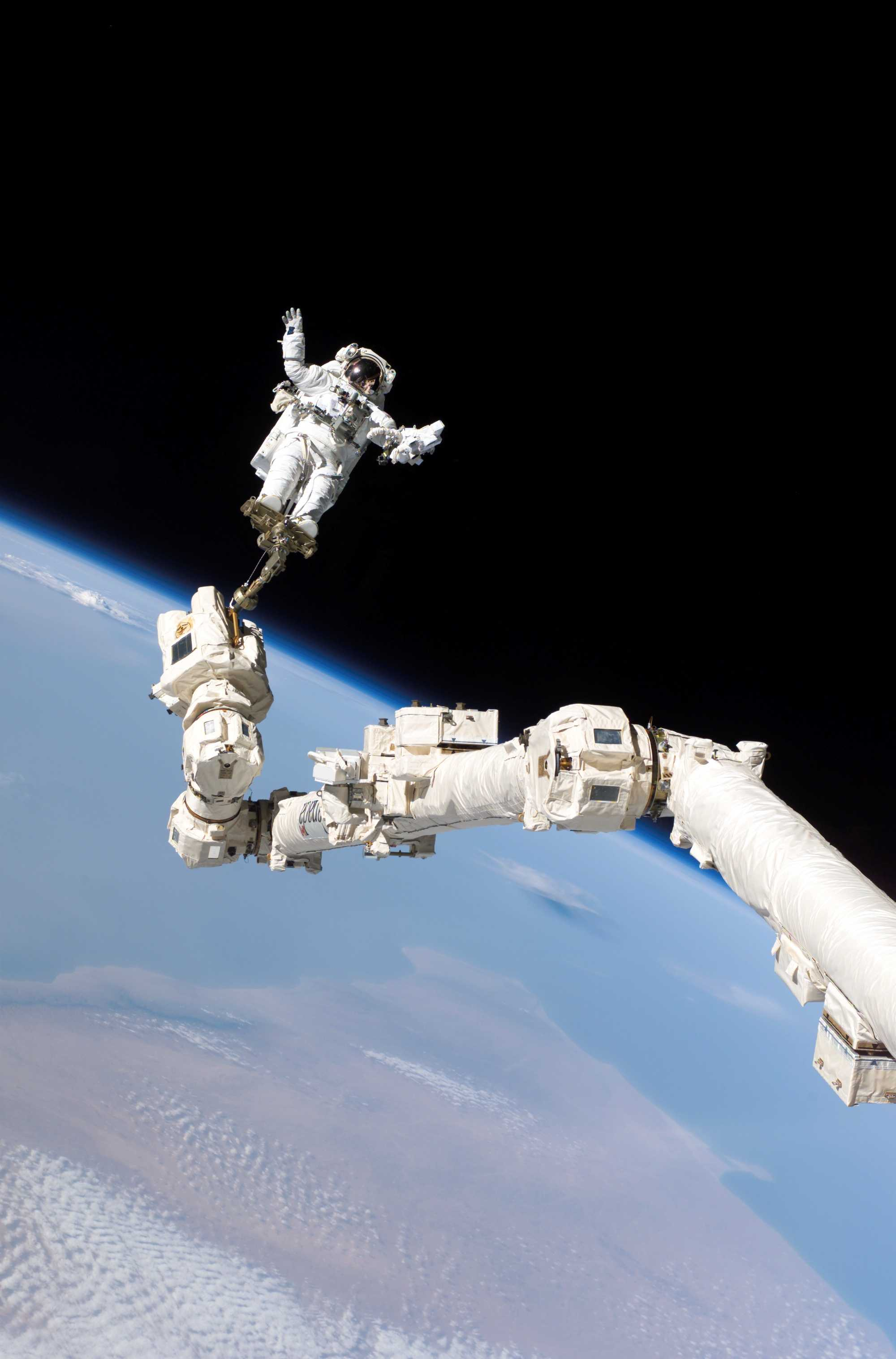
Stephen Robinson tijdens de derde ruimtewandeling

De bemanning voerde drie ruimtewandelingen uit vanaf het International Space Station. De eerste testte nieuwe technieken uit voor reparaties aan het Thermal Protection System dat de shuttle tegen de hitte moet beschermen. Tijdens de tweede ruimtewandeling vervingen de ruimtewandelaars de uitgevallen gyroscoop. Tijdens de derde wandeling installeerden zij het externe werkplatform en herstelden de shuttle. Dit was de eerste keer dat reparaties werden uitgevoerd tijdens een ruimtewandeling aan de buitenkant van een ruimtevaartuig in zijn vlucht. Op 1 augustus werd aangekondigd dat uitstekende voegstroken van het hitteschild aan de vooronderkant van de shuttle zouden worden geïnspecteerd en behandeld tijdens de derde ruimtewandeling. Dit werd uitgevoerd op de ochtend van 3 augustus. Robinson verwijderde gemakkelijk de twee vullingen met zijn vingers. Later op dezelfde dag zeiden de ambtenaren van NASA dat zij onder het cockpitvenster van gezagvoerder Eileen Collins een beschadigd stuk isolerende bedekking hadden aangetroffen. Volgens rapporten gepubliceerd op 4 augustus toonden testen in de windtunnel aan dat de orbiter veilig kon landen ondanks de knik in zijn thermische deken.

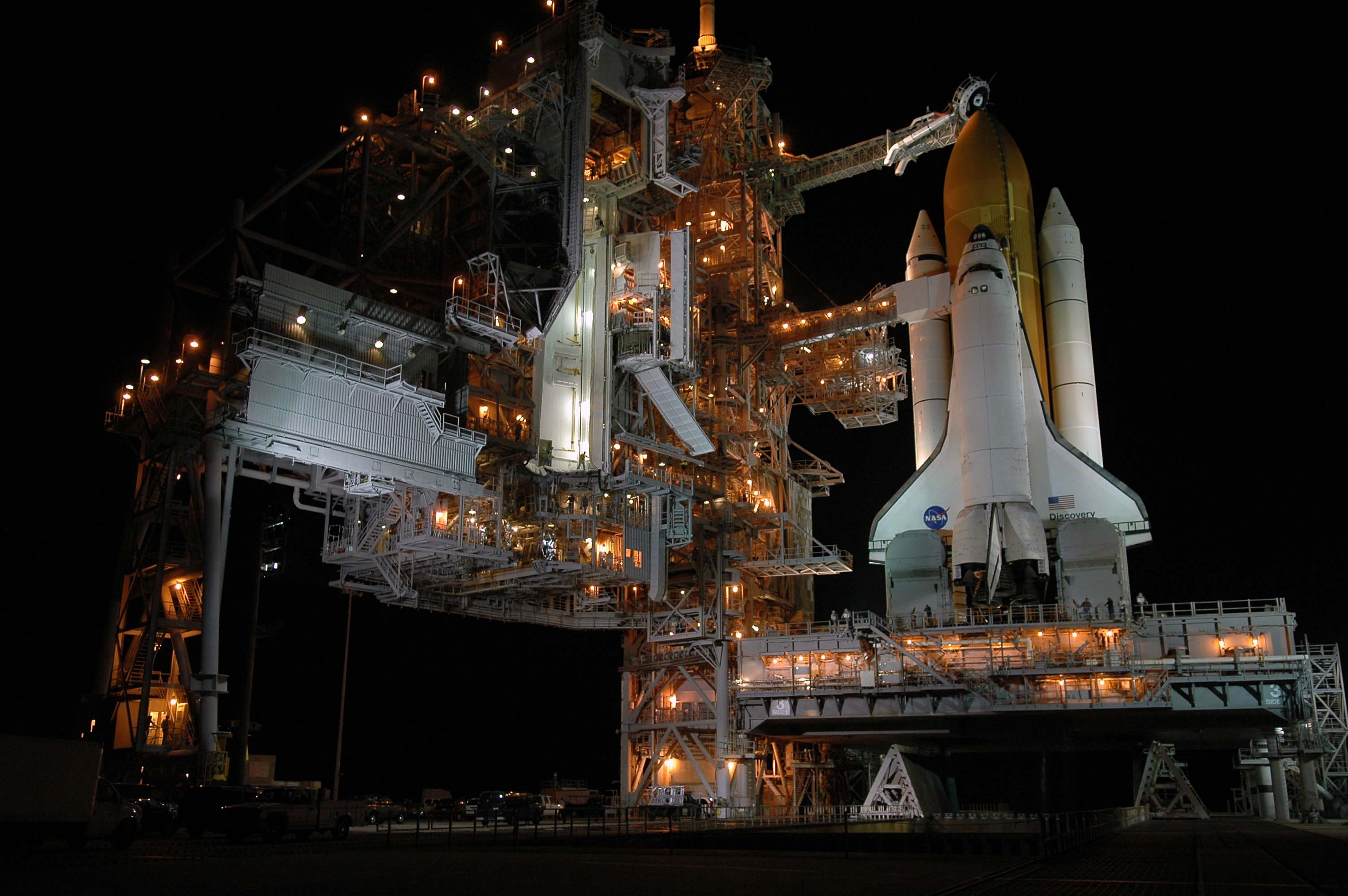
De Discovery 's nachts, voor de lancering

Op 30 juli kondigde NASA aan dat STS-114 één dag werd uitgebreid, zodat de bemanning van de Discovery de bemanning van het ISS kon helpen terwijl de Shuttle-vloot aan de grond gehouden werd. De extra dag werd ook gebruikt om meer onderdelen van de Shuttle aan boord van het ISS te brengen, aangezien het onzeker was wanneer een volgende Shuttle-vlucht het ISS zou bezoeken. STS-114 was ook in staat om ISS in een hogere koers te brengen van ongeveer 4.000 voet (1.220 meter). Het ISS verliest ongeveer 100 voet (30 meter) hoogte op een dag.
Het luik van de Discovery werd gesloten in de nacht voordat het van ISS loskoppelde. Na het loskoppelen vloog de Shuttle rond het ISS om foto's te nemen.

## Wake-up calls
Sinds de dagen van de Gemini-ruimtevluchten, is het een traditie dat de bemanning bij het begin van elke dag in de ruimte wordt gewekt met een speciale melodie. Die wordt speciaal gekozen, vaak door hun familie, en heeft gewoonlijk een bijzondere betekenis voor een individueel lid van de bemanning, of is van toepassing op hun dagelijkse activiteiten
- Dag 2: "I Got You Babe", Sonny and Cher, van de Film "Groundhog Day", gespeeld voor de gehele bemanning.
- Dag 3: "What a Wonderful World", Louis Armstrong, gespeeld voor Charles Camarda.
- Dag 4: "Vertigo", U2, gespeeld voor Jim Kelly.
- Dag 5: "Sanpo" (Japans voor "Walk"), van de Japanese School of Houston, gespeeld voor Soichi Noguchi.
- Dag 6: "I'm Goin' Up", Claire Lynch, gespeeld voor Wendy Lawrence.
- Dag 7: "Walk of Life", Dire Straits, gespeeld voor Steve Robinson.
- Dag 8: "Big Rock Candy Mountain", Harry McClintock, gespeeld voor Andy Thomas.
- Dag 9: "Faith of the Heart", Title song of Star Trek: Enterprise, Diane Warren gezongen door Russell Watson, gespeeld voor Commandant Eileen Collins.
- Dag 10: "Amarillo by Morning", George Strait, gespeeld voor de gehele bemanning.
- Dag 11: "Anchors Aweigh", The United States Navy, gespeeld voor Wendy Lawrence.
- Dag 12: "The Air Force Song", gespeeld voor Jim Kelly om hem te feliciteren voor zijn promotie tot Air Force kolonel
- Dag 13: "The One and Only Flower in the World", SMAP, gespeeld voor Soichi Noguchi.
- Dag 14: "Come On Eileen", Dexy's Midnight Runners, gespeeld voor Eileen Collins.
- Dag 15: "Good Day Sunshine", The Beatles, gespeeld voor de gehele bemanning.